# Aurelian Stamate
Aurelian Stamate (n. 17 ianuarie 1960, Berești, Galați) este un fost jucător român de fotbal a activat ca atacant.
Este legitimat pentru prima oară la vârsta de 10 ani la grupa de copii și juniori a FC Galați, cu Zoltan David primul antrenor. În 1977 trece la Oțelul după care este împrumutat pentru "rodaj" echipei Ancora Galați. Din 1982 trece din nou la Oțelul unde devine, ca extremă stânga, un jucător și un marcator de bază.

## Activitate
- Oțelul Galați (1982-1987)
- FCM Progresul Brăila (1987-1991)
- Dacia Unirea Brăila (1991-1992)